# Qahhor Mahkamov
Qahhor Mahkamov (en tayiko: Қаҳҳор Маҳкамов; Juyand, 16 de abril de 1932- Dusambé, 8 de junio de 2016) fue un político tayiko que fue el primer presidente de Tayikistán.

## Biografía
Mahkamov nació en una familia de clase obrera en la norteña ciudad de Khujand el 16 de abril de 1932. Se graduó en la Dusambé Industrial Technicom en 1950 y en el Instituto de Leningrado de Mountain Mining en 1953 con un título en ingeniería. Trabajó como profesor, ingeniero jefe y director de una mina en Isfara. En 1957 se convirtió en miembro del Partido Comunista de la Unión Soviética y rápidamente se abrió paso en las altas filas del  Partido Comunista de la RSS de Tayikistán,  convirtiéndose en jefe del prestigioso Comité de los Representantes de los Trabajadores de Leninabad. En 1963, Mahkamov fue nombrado miembro del Comité Central del Partido Comunista de Tayikistán y desde 1963 hasta 1982 fue Jefe del Servicio de Planificación Central y Vicedirector del Gabinete de Ministros de Tayikistán, una de las más altas posiciones de poder de la república. El 26 de abril de 1982 asume como Presidente del Consejo de Ministros (primer ministro), cargo que ocupa hasta el 26 de enero de 1986.

### Líder de Tayikistán
En 1985 Rahmon Nabiyev fue involucrado en un escándalo de corrupción y Mahkamov fue elegido para sucederle como primer secretario del partido comunista local. El mandato de Mahkamov fue uno de los más turbulentos en la historia de la república. Su llegada al poder coincidió con la de Mijail Gorbachov y el advenimiento de la Perestroika y la Glásnost. Durante el gobierno de Mahkamov, Tayikistán registró un ascenso del nacionalismo, que culminó con la aprobación de la 1989  Ley sobre el idioma  que designa tayiko el idioma oficial de la república. Esta ley provocó una gran temor entre la población y el éxodo de la población de no autóctona comenzó, especialmente de los grupos étnicos rusos, judíos y alemanes.  
La mayor amenaza para el poder de Mahkamov se produjo durante los disturbios de febrero de 1990 en Dusambé que sacudieron la capital. Jóvenes tayikos se enfrentaron con los no tayikos y  se libraron batallas en las calles de Dusambé entre manifestantes y policías y soldados, dando como resultado decenas de muertos. Mahkamov supervisó una ofensiva contra los fundamentalistas islámicos y se dipuso un prolongado toque de queda. Se desempeñó como Presidente del Presídium del Sóviet Supremo (jefe de Estado) del 12 de abril al 30 de noviembre de 1990.
Como parte de las reformas políticas que Gorbachov estaba instituyendo el Soviet Supremo de Tayikistán nombra a Mahkamov como primer Presidente de Tayikistán el 30 de noviembre de 1990. La caída de Mahkamov del poder llegó en agosto de 1991 cuando apoyó el fallido golpe de agosto de la línea dura en Moscú. Los manifestantes salieron a las calles y exigieron la destitución de Mahkamov del poder y el 31 de agosto de 1991, renunció a sus cargos de presidente y primer secretario. Mahkamov luego se retiró de la política y se sentó en el banquillo durante la inestabilidad política que siguió y la Guerra Civil en Tayikistán. 
En 2000 Mahkamov fue nombrado miembro de la Asamblea Nacional de Tayikistán por la orden del presidente Emomali Rahmon.